# Mattitja ben Solomon Delacrut
Mattitja ben Solomon Delacrut war ein jüdischer Gelehrter, Übersetzer eines astronomischen Werkes und Kabbalist in Krakau um 1545.

## Leben
Über seine Person gibt es kaum Informationen.
Möglicherweise wurde er in Frankreich geboren. Mattitja studierte in Bologna Astronomie und Philosophie. 
Um 1545 lehrte er in Krakau. Zu seinen Schülern gehörte Mordechai Jaffe.

## Werke
- Perusch, Krakau 1600, ein Kommentar zum kabbalistischen Scha'are Ora von Joseph Gikatilla
- Kommentar, Krakau 1720, zu Mar'e ha-Ofanim, der hebräischen Übersetzung von Solomon Abigdor des Tractatus de Sphaera und Aspectus circulorum von Sacrobosco, einem astronomischen Buch
- Ẓel ha-'Olam, Amsterdam 1733, eine hebräische Übersetzung von L'image du monde und Livre de clergie von Gossouin, eine astronomische Kosmographie